# Morti nel 2018/Agosto
| Questa pagina contiene informazioni ricavate automaticamente dalle voci biografiche con l'ausilio del template Bio e di un bot. L'aggiornamento è periodico e automatico e ricostruisce completamente la pagina. Se manca una persona in questa lista, sei pregato di non aggiungerla, ma accertati piuttosto che la sua voce biografica contenga il template Bio e che i dati anagrafici siano correttamente compilati. Se il template Bio manca, inseriscilo tu stesso o, in alternativa, metti l'avviso {{tmp\|Bio}} che ne segnala la mancanza. Se i dati riportati sono sbagliati, correggi direttamente la voce biografica; le modifiche saranno visibili in questa lista entro pochi giorni. Per chiarimenti vedi il progetto biografie. La lista contiene solo le 178 persone che sono citate nell'enciclopedia e per le quali è stato implementato correttamente il template Bio. Pagina aggiornata al 10 lug 2025. |

- 1º agosto - Mary Carlisle, attrice statunitense (n. 1914)
- 1º agosto - Rick Genest, modello canadese (n. 1985)
- 1º agosto - Giovanni Merenda, pittore e scrittore italiano (n. 1942)
- 1º agosto - Fakir Musafar, artista, fotografo e piercer statunitense (n. 1930)
- 1º agosto - Rolf Valtin, calciatore statunitense (n. 1925)
- 1º agosto - Stefano Vetrano, politico e sindacalista italiano (n. 1923)
- 2 agosto - Nino Cristiani, direttore della fotografia italiano (n. 1926)
- 2 agosto - Edoardo Farina, compositore, clavicembalista e pianista italiano (n. 1939)
- 2 agosto - Federico Hoefer, poeta, scrittore e giornalista italiano (n. 1930)
- 2 agosto - Armand de Las Cuevas, ciclista su strada e pistard francese (n. 1968)
- 2 agosto - Ligia Lezama, scrittrice, sceneggiatrice e autrice televisiva venezuelana (n. 1935)
- 2 agosto - Salvatore Meleleo, politico e medico italiano (n. 1929)
- 2 agosto - Winston Ntshona, attore e drammaturgo sudafricano (n. 1941)
- 2 agosto - Viktor Tjumenev, hockeista su ghiaccio sovietico (n. 1957)
- 2 agosto - Ferdinand Willeit, politico e manager italiano (n. 1938)
- 2 agosto - Givi Čikvanaja, pallanuotista sovietico (n. 1939)
- 3 agosto - Carlos Buttice, calciatore argentino (n. 1942)
- 3 agosto - Raffaele Castielli, vescovo cattolico italiano (n. 1927)
- 3 agosto - Giuseppe Di Maria, criminale italiano (n. 1936)
- 3 agosto - Moshé Mizrahi, regista e sceneggiatore israeliano (n. 1931)
- 3 agosto - Vito Rosaspina, politico e partigiano italiano (n. 1923)
- 3 agosto - Piotr Szulkin, regista e sceneggiatore polacco (n. 1950)
- 3 agosto - Ronnie Taylor, direttore della fotografia inglese (n. 1924)
- 4 agosto - Armando Giuranna, attivista italiano (n. 1945)
- 4 agosto - Giancarlo Martini, ciclista su strada italiano (n. 1936)
- 4 agosto - Tommy Peoples, compositore e violinista irlandese (n. 1948)
- 5 agosto - Franco Gussoni, politico italiano (n. 1949)
- 5 agosto - Giuseppe Oberto, alpinista e esploratore italiano (n. 1923)
- 5 agosto - Charlotte Rae, attrice, doppiatrice e cantante statunitense (n. 1926)
- 5 agosto - Roy Schafer, psicoanalista e psicologo statunitense (n. 1922)
- 5 agosto - Koosje van Voorn, nuotatrice olandese (n. 1935)
- 6 agosto - Graziana Calcagno, magistrata italiana (n. 1938)
- 6 agosto - Margaret Heckler, politica e ambasciatrice statunitense (n. 1931)
- 6 agosto - Jimmy il Fenomeno, attore e comico italiano (n. 1932)
- 6 agosto - Paul Laxalt, politico statunitense (n. 1922)
- 6 agosto - Pietro Raschitelli, fumettista italiano (n. 1929)
- 6 agosto - Joël Robuchon, cuoco francese (n. 1945)
- 7 agosto - Nicholas Bett, ostacolista keniota (n. 1990)
- 7 agosto - Étienne Chicot, attore francese (n. 1949)
- 7 agosto - John Ciaccia, politico italiano (n. 1933)
- 7 agosto - Gustavo Giagnoni, calciatore e allenatore di calcio italiano (n. 1933)
- 7 agosto - Richard H. Kline, direttore della fotografia statunitense (n. 1926)
- 7 agosto - Stan Mikita, hockeista su ghiaccio canadese (n. 1940)
- 7 agosto - Gianni Penati, fotografo italiano (n. 1930)
- 7 agosto - Gilberto Rodríguez Pérez, calciatore spagnolo (n. 1941)
- 8 agosto - Antonio Corso, calciatore italiano (n. 1934)
- 8 agosto - Luca De Silva, artista italiano (n. 1947)
- 8 agosto - Battal Durusel, cestista turco (n. 1945)
- 8 agosto - Alfio Finetti, cantautore italiano (n. 1933)
- 8 agosto - James Enoch Hill, tiratore a segno statunitense (n. 1929)
- 8 agosto - Lidia Martorana, cantante italiana (n. 1928)
- 8 agosto - Richard Sipe, presbitero, psicoterapeuta e scrittore statunitense (n. 1932)
- 9 agosto - Mario Alinei, linguista italiano (n. 1926)
- 9 agosto - Mino Trafeli, scultore e partigiano italiano (n. 1922)
- 10 agosto - Cesare De Michelis, critico letterario e editore italiano (n. 1943)
- 10 agosto - Árpád Fazekas, calciatore ungherese (n. 1930)
- 10 agosto - László Fábián, canoista ungherese (n. 1936)
- 10 agosto - Antonio Uliana, ciclista su strada italiano (n. 1931)
- 11 agosto - Terry A. Davis, programmatore statunitense (n. 1969)
- 11 agosto - Vidiadhar Surajprasad Naipaul, scrittore trinidadiano (n. 1932)
- 12 agosto - Joy Gannon, tennista britannica (n. 1928)
- 12 agosto - Michael Scott Rohan, scrittore scozzese (n. 1951)
- 13 agosto - Mark Baker, attore statunitense (n. 1946)
- 13 agosto - Zvonko Bego, calciatore jugoslavo (n. 1940)
- 13 agosto - Morlaye Camara, calciatore guineano (n. 1933)
- 13 agosto - Salvatore Cantalupo, attore italiano (n. 1959)
- 13 agosto - Jacques Favory, cestista francese (n. 1926)
- 13 agosto - Unshō Ishizuka, attore e doppiatore giapponese (n. 1951)
- 13 agosto - Jim Neidhart, wrestler statunitense (n. 1955)
- 13 agosto - Rico Pontvianne, cestista e allenatore di pallacanestro messicano (n. 1943)
- 13 agosto - Evgenija Rjabuškina, cestista sovietica (n. 1923)
- 14 agosto - Cliff Murray, cestista statunitense (n. 1928)
- 14 agosto - Walter Müller, calciatore svizzero (n. 1938)
- 14 agosto - Michael Persinger, neuroscienziato statunitense (n. 1945)
- 14 agosto - Randy Rampage, bassista e cantante canadese (n. 1960)
- 14 agosto - Mario Trebbi, calciatore e allenatore di calcio italiano (n. 1939)
- 14 agosto - Ėduard Nikolaevič Uspenskij, scrittore sovietico (n. 1937)
- 15 agosto - Rita Borsellino, attivista e politica italiana (n. 1945)
- 15 agosto - Edmond Haan, calciatore francese (n. 1924)
- 15 agosto - Vivian Matalon, regista britannico (n. 1929)
- 15 agosto - Momoko Sakura, fumettista giapponese (n. 1965)
- 15 agosto - Marisa Porcel, attrice spagnola (n. 1943)
- 15 agosto - Danilo Zolo, giurista italiano (n. 1936)
- 16 agosto - Benny Andersen, cantautore e pianista danese (n. 1929)
- 16 agosto - Leonardo Cabizza, cantante e cantautore italiano (n. 1924)
- 16 agosto - Aretha Franklin, cantautrice e pianista statunitense (n. 1942)
- 16 agosto - Kim Yong-chun, generale e politico nordcoreano (n. 1936)
- 16 agosto - Mario Robutti, politico italiano (n. 1944)
- 16 agosto - Elena Šušunova, ginnasta sovietica (n. 1969)
- 16 agosto - Atal Bihari Vajpayee, politico indiano (n. 1924)
- 17 agosto - Bob Bass, allenatore di pallacanestro e dirigente sportivo statunitense (n. 1929)
- 17 agosto - Leonard Boswell, politico e militare statunitense (n. 1934)
- 17 agosto - Claudio Lolli, cantautore e scrittore italiano (n. 1950)
- 17 agosto - Milli Martinelli, scrittrice, traduttrice e slavista italiana (n. 1926)
- 18 agosto - Samir Amin, economista, politologo e attivista egiziano (n. 1931)
- 18 agosto - Kofi Annan, diplomatico ghanese (n. 1938)
- 18 agosto - Raffaele Cuscela, allenatore di calcio e calciatore italiano (n. 1925)
- 18 agosto - Gaetano Gifuni, funzionario e politico italiano (n. 1932)
- 19 agosto - Edoardo Catellani, politico italiano (n. 1922)
- 19 agosto - Miriam Dubini, scrittrice, drammaturga e attrice teatrale italiana (n. 1977)
- 19 agosto - Darrow Hooper, pesista statunitense (n. 1932)
- 20 agosto - Uri Avnery, giornalista israeliano (n. 1923)
- 20 agosto - Charles Blackman, artista australiano (n. 1928)
- 20 agosto - Jimmy McIlroy, allenatore di calcio e calciatore nordirlandese (n. 1931)
- 20 agosto - Brian Murray, attore e doppiatore sudafricano (n. 1937)
- 20 agosto - Antonio Pischedda, politico e attore teatrale italiano (n. 1942)
- 20 agosto - Gerd Schellenberg, calciatore tedesco orientale (n. 1949)
- 20 agosto - María Isabel Chorobik de Mariani, attivista argentina (n. 1923)
- 21 agosto - Ezio Bardelli, calciatore italiano (n. 1930)
- 21 agosto - Enrico De Angelis, cantante e imprenditore italiano (n. 1920)
- 21 agosto - Vincino, vignettista e giornalista italiano (n. 1946)
- 21 agosto - William H. Hallahan, scrittore statunitense (n. 1925)
- 21 agosto - Barbara Harris, attrice statunitense (n. 1935)
- 21 agosto - Villano III, wrestler messicano (n. 1952)
- 21 agosto - Renzo Sclavi, politico italiano (n. 1923)
- 21 agosto - Stefán Karl Stefánsson, attore e cantante islandese (n. 1975)
- 22 agosto - Francesco Cavicchi, pugile italiano (n. 1928)
- 22 agosto - Francesco Gangemi, politico e giornalista italiano (n. 1934)
- 22 agosto - Richard Kadison, matematico statunitense (n. 1925)
- 22 agosto - Ed King, musicista statunitense (n. 1949)
- 22 agosto - Ralph O'Brien, cestista statunitense (n. 1928)
- 22 agosto - Donald Gordon Payne, scrittore britannico (n. 1924)
- 23 agosto - Arcabas, artista francese (n. 1926)
- 23 agosto - Delio Gamboa Rentería, calciatore colombiano (n. 1936)
- 23 agosto - Russ Heath, fumettista statunitense (n. 1926)
- 23 agosto - Dario Pegoretti, artigiano italiano (n. 1956)
- 23 agosto - George Walker, cantante, compositore e arrangiatore statunitense (n. 1922)
- 24 agosto - Raymond Abad, allenatore di calcio e calciatore francese (n. 1930)
- 24 agosto - Giuseppe Bacci, illustratore e pubblicitario italiano (n. 1921)
- 24 agosto - Dominik Kaľata, vescovo cattolico slovacco (n. 1925)
- 24 agosto - Uri Katzenstein, scultore, musicista e produttore cinematografico israeliano (n. 1951)
- 24 agosto - Lindsay Kemp, coreografo, attore e ballerino britannico (n. 1938)
- 24 agosto - Jeff Lowe, alpinista e imprenditore statunitense (n. 1950)
- 24 agosto - John McRay, archeologo statunitense (n. 1931)
- 24 agosto - Emiddio Novi, giornalista e politico italiano (n. 1946)
- 24 agosto - Javier Otxoa, ciclista su strada e paraciclista spagnolo (n. 1974)
- 24 agosto - Aleksej Paramonov, calciatore sovietico (n. 1925)
- 24 agosto - Antonio Pennarella, attore italiano (n. 1960)
- 24 agosto - Valentina Rastvorova, schermitrice sovietica (n. 1933)
- 24 agosto - Ciril Zlobec, poeta, scrittore e traduttore sloveno (n. 1925)
- 24 agosto - Ivan Štraus, architetto bosniaco (n. 1928)
- 25 agosto - Nikola Manev, pittore bulgaro (n. 1940)
- 25 agosto - John McCain, politico e militare statunitense (n. 1936)
- 25 agosto - Eugenio Tarabini, politico italiano (n. 1930)
- 26 agosto - Inge Borkh, soprano tedesco (n. 1921)
- 26 agosto - Barbara Darrow, attrice statunitense (n. 1931)
- 26 agosto - Carlo Della Corna, allenatore di calcio e calciatore italiano (n. 1952)
- 26 agosto - Odysseus Eskitzoglou, velista greco (n. 1932)
- 26 agosto - Tony Hiller, produttore discografico e cantautore britannico (n. 1927)
- 26 agosto - Thomas Joseph O'Brien, vescovo cattolico statunitense (n. 1935)
- 26 agosto - Neil Simon, drammaturgo e sceneggiatore statunitense (n. 1927)
- 27 agosto - Paolo De Ioanna, funzionario italiano (n. 1944)
- 27 agosto - Ron Newman, calciatore e allenatore di calcio inglese (n. 1936)
- 27 agosto - Bobby Walden, giocatore di football americano statunitense (n. 1938)
- 27 agosto - Stefan Weinfurter, storico tedesco (n. 1945)
- 28 agosto - Tat'jana Dmitrievna Kuznecova, cosmonauta e ingegnere russa (n. 1941)
- 28 agosto - Szczepan Wesoły, arcivescovo cattolico polacco (n. 1926)
- 29 agosto - Silvano Campeggi, pittore italiano (n. 1923)
- 29 agosto - François Konter, calciatore lussemburghese (n. 1934)
- 29 agosto - James Mirrlees, economista e docente britannico (n. 1936)
- 29 agosto - Marie Severin, disegnatrice statunitense (n. 1929)
- 29 agosto - Paul Taylor, ballerino, coreografo e direttore artistico statunitense (n. 1930)
- 30 agosto - Vittorio Buffoli, musicista e produttore discografico italiano (n. 1924)
- 30 agosto - Peter Frame, ballerino statunitense (n. 1957)
- 30 agosto - Jack Garrick, ittiologo neozelandese (n. 1928)
- 30 agosto - Iosif Kobzon, cantante russo (n. 1937)
- 30 agosto - Zohar Manna, informatico israeliano (n. 1939)
- 30 agosto - Vanessa Marquez, attrice statunitense (n. 1968)
- 30 agosto - Kendall Sheets, cestista statunitense (n. 1931)
- 30 agosto - David Watkin, storico dell'architettura inglese (n. 1941)
- 31 agosto - Luigi Luca Cavalli-Sforza, genetista e antropologo italiano (n. 1922)
- 31 agosto - Antonio Cortigiano, calciatore italiano (n. 1928)
- 31 agosto - John Darley, psicologo statunitense (n. 1938)
- 31 agosto - Mario Facco, allenatore di calcio e calciatore italiano (n. 1946)
- 31 agosto - Gloria Jean, attrice e cantante statunitense (n. 1926)
- 31 agosto - Carole Shelley, attrice e doppiatrice britannica (n. 1939)
- 31 agosto - David Yallop, saggista britannico (n. 1937)
- 31 agosto - Aleksandr Zacharčenko, militare, politico e rivoluzionario ucraino (n. 1976)